# Capricho (música)
Em música, capricho (também comum a forma italiana capriccio) é um tipo de composição caracterizado por forma geralmente livre. Muito usado no século XVII, tanto no tipo contrapontístico (como em Frescobaldi) ou virtuosístico (como em Paganini).
Na literatura musical, encontram-se caprichos para diversos instrumentos solo e também para orquestra (como o Capricho Italiano, de Tchaikovsky, ou o Capricho Espanhol, de Rimsky-Korsakov). Entre os mais famosos estão os 24 Caprichos para violino solo, compostos por Paganini, composições extremamente virtuosísticas e tecnicamente difíceis.
No século XVI se difundiu o capricho vocal, derivado do madrigal, com variantes anti-formalísticas.
No século XVII se delineou a forma do capricho cembalo-organístico, como os compostos por Frescobaldi.
No século XVIII o termo capricho foi usado como sinônimo de tocata, fantasia e sonata, havendo até os compostos por mais de um movimento (como em algumas obras de Bach). Nesse mesmo período, o termo foi utilizado ainda como sinônimo de cadência, indicando um trecho em que o solista toca sem acompanhamento, "a capriccio", ou seja, de maneira arbitrária, geralmente improvisando, sem observar o tempo e o material temático da composição da qual faz parte.
Desde o final do século XVIII e por todo o século XIX, se difundiram os caprichos para piano, geralmente curtos, rápidos, virtuosísticos e livres de leis formais constantes, como os compostos por Beethoven e Felix Mendelssohn.